# تومي تومبسون
تومي جورج تومبسون (بالإنجليزية: Tommy Thompson) (ولد في 19 نوفمبر 1941) هو سياسي جمهوري أمريكي كان مشرعا في ولاية ويسكونسن، والحاكم الثاني والأربعين للولاية من 1987 إلى 2001، وهو صاحب أطول فترة حكم في تاريخ الولاية. وكان خلال فترة ولايته رئيسا لشركة أمتراك، وهي خدمة السكك الحديدية للركاب في البلاد. شغل منصب وزير الصحة والخدمات الإنسانية في الولايات المتحدة في الفترة من 2001 إلى 2005 في عهد جورج دبليو بوش. بعد فترة عمله في إدارة بوش، أصبح تومبسون شريكا مع شركة أكين غومب القانونية ورئيس مجلس إدارة شركة ديلويت في مجال الرعاية الصحية العالمية، وعمل في مجلس إدارة 22 منظمة أخرى. 
كان تومبسون مرشحا لانتخابات الرئاسة الأمريكية في عام 2008، رغم أنه انسحب من السباق قبل الانتخابات التمهيدية.  في عام 2012، كان المرشح الجمهوري لمقعد مجلس الشيوخ الأمريكي في ولاية ويسكونسن، على أمل أن يحل محل الديمقراطي المتقاعد هيرب كول، ولكنه هزم على يد تامي بالدوين، فكانت هذه أول خسارة له على مستوى الولاية. 

## التعليم
تعلم في جامعة ويسكونسن-ماديسون.

## روابط خارجية
- تومي تومبسون على موقع الموسوعة البريطانية (الإنجليزية)
- تومي تومبسون على موقع مونزينجر (الألمانية)
- تومي تومبسون على موقع إن إن دي بي (الإنجليزية)